# Irving Tennis Classic
L'Irving Tennis Classic, conosciuto nelle prime due edizioni come Dallas Tennis Classic, è stato un torneo di tennis che si giocava dal 2012 a Irving (Texas), negli USA. L'evento faceva parte dell'ATP Challenger Tour ed è stato giocato su campi in sintetico. Rimpiazzava il Sunrise Tennis Championship di Sunrise (Florida).

## Storia
L'Irving Tennis Classic è stato uno dei più prestigiosi tornei Challenger dal 2012, anno in cui ha preso il posto del Sunrise Tennis Championship. Si giocava a metà marzo, tra i tornei Masters 1000 di Indian Wells e Miami, e vi prendevano parte diversi giocatori top 50 del ranking ATP eliminati ai primi turni ad Indian Wells. I tennisti che giocavano al torneo di Irving sono stati quindi spesso di livello tecnico superiore di quelli che prendevano parte a diversi tornei delle ATP World Tour 250 series.
Fin dalla prima edizione del 2012, si è sempre giocato negli impianti del Four Seasons Resort and Club Dallas at Las Colinas di Irving. Le prime due edizioni presero il nome Dallas Tennis Classic perché Irving si trova nella Contea di Dallas, e nel 2014 fu ribattezzato Irving Tennis Classic. Il terreno di gioco era in sintetico realizzato con il sistema SportMaster Sport Surfaces. Tra i migliori tennisti che hanno giocato a Irving vi sono Marin Čilić, Tommy Haas, Jürgen Melzer e David Goffin. L'edizione del 2019 non è stata disputata.

## Albo d'oro

### Singolare
| Anno | Campione          | Finalista         | Punteggio        |
| ---- | ----------------- | ----------------- | ---------------- |
| 2018 | Michail Kukuškin  | Matteo Berrettini | 6–2, 3–6, 6–1    |
| 2017 | Aljaž Bedene (2)  | Michail Kukuškin  | 6–4, 3–6, 6–1    |
| 2016 | Marcel Granollers | Aljaž Bedene      | 6–1, 6–1         |
| 2015 | Aljaž Bedene (1)  | Tim Smyczek       | 7–6(3), 3–6, 6–3 |
| 2014 | Lukáš Rosol       | Steve Johnson     | 6–0, 6–3         |
| 2013 | Jürgen Melzer     | Denis Kudla       | 6–4, 2–6, 6–1    |
| 2012 | Frank Dancevic    | Igor' Andreev     | 7–6(4), 6–3      |

### Doppio
| Anno | Campioni                               | Finalisti                          | Punteggio           |
| ---- | -------------------------------------- | ---------------------------------- | ------------------- |
| 2018 | Philipp Petzschner (2) Alexander Peya  | Radu Albot Matthew Ebden           | 6–2, 6–4            |
| 2017 | Marcus Daniell Marcelo Demoliner       | Oliver Marach Fabrice Martin       | 6–3, 6–4            |
| 2016 | Nicholas Monroe Aisam-ul-Haq Qureshi   | Chris Guccione André Sá            | 6–2, 5–7, [10–4]    |
| 2015 | Robert Lindstedt Serhij Stachovs'kyj   | Benjamin Becker Philipp Petzschner | 6–4, 6–4            |
| 2014 | Santiago González (2) Scott Lipsky (2) | John-Patrick Smith Michael Venus   | 4–6, 7–6(7), [10–7] |
| 2013 | Jürgen Melzer Philipp Petzschner (1)   | Eric Butorac Dominic Inglot        | 6–3, 6–1            |
| 2012 | Santiago González (1) Scott Lipsky (1) | Bobby Reynolds Michael Russell     | 6–4, 6–3            |